# Elecciones generales de las Islas Caimán de 1980
Elecciones generales tuvieron lugar en las Islas Caimán en noviembre de 1980. El resultado fue una victoria para el Unity Team dirigido por Jim Bodden, el cual ganó ocho de los doce escaños en la Asamblea Legislativa.

## Resultados
| Partido                             | Votos | % | Escaños |
| ----------------------------------- | ----- | - | ------- |
| Unity Team                          |       |   | 8       |
| Dignity Team                        |       |   | 2       |
| Independientes                      |       |   | 2       |
| Votos en blanco/nulos               |       | – | –       |
| Total                               |       |   | 12      |
| Electores registrados/participación | 8 051 |   | –       |
| Fuente: Ameringer, ESO              |       |   |         |